# Julian Schelb
Julian Schelb (ur. 20 listopada 1992) – niemiecki kolarz górski, dwukrotny medalista mistrzostw świata.

## Kariera
Największy sukces w karierze Julian Schelb osiągnął w 2010 roku, kiedy wspólnie z Manuelem Fumicem, Marcelem Fleschhutem i Sabine Spitz zdobył srebrny medal w sztafecie cross-country podczas mistrzostw świata w Mont-Sainte-Anne. Na tej samej imprezie zdobył także brązowy medal w indywidualnej rywalizacji juniorów. Trzy lata później wywalczył srebrny medal w kategorii U-23 na mistrzostwach świata w Pietermaritzburgu. W zawodach tych wyprzedził go jedynie reprezentant Włoch, Gerhard Kerschbaumer, a trzecie miejsce zajął Michiel van der Heijden z Holandii. Jak dotąd Schelb nie startował na igrzyskach olimpijskich.